# Борецький Олексій Васильович
Борецький Олексій Васильович (*1745, с. Вишатич Перемишльського повіту Руського воєводства, Річ Посполита, нині: Республіка Польща — 16 липня 1801, м.Київ) — канцелярист Генерального суду, писар Лаврської друкарні.

## Біографія
Син священика. 1760 з прочанами прийшов до Києва на поклоніння святим і вступив до Києво-Могилянської академії, де навчався до класу риторики. Під час епідемії чуми брав участь у боротьбі з моровою пошестю в задніпрянських місцях як наглядач-інспектор, потім був «в услуженії» у різних родинах.
З 1775 служив у Генеральному суді в чині колезького канцеляриста. За сумлінну службу одержав звання військового канцеляриста. Звільнившись із Генерального суду з атестатом, у лютому 1775 став послушником Києво-Печерської лаври. Постановою Духовного собору призначений лаврським повіреним у судових тяжбах. 1780 начальник Лаврської друкарні ієромонах Т. Шиянов-Чернявський за згодою Духовного собору взяв Борецького до друкарні «письмових справ писарем». Після призначення Т. Шиянова-Чернявського архімандритом Ніжинського Благовіщенського Назарет-Богородицького монастиря новий начальник Лаврської друкарні Павлін Сорока звільнив Борецького. У травні 1790 Борецький просив митрополита Київського і Галицького Самуїла Миславського залишити за ним посаду писаря. Митрополит визнав, що через поганий почерк вести письмові справи Борецький не здатний, і його перевели на посаду рахівника.
19 грудня 1797 хворого Борецького відправили до лаврської лікарні, а на його місце призначили студентів богослов'я Євстафія Бурмовського і Дометія Билинського. Помер Борецький дуже бідним, не залишивши ні майна, ні грошей, так і не дочекавшись чернечого постригу.